# Книга рекордів України
«Книга рекордів України» — проєкт та торгова марка, під якою фіксують рекорди та досягнення в Україні.
Належить компанії ТОВ «Укрімідж».  Реєстрація рекордів здійснюється як на платній, так і на безоплатній основі.
Проєкт є партнером міжнародної «Книги рекордів Гіннеса». Але, на відміну від останньої, «Книга рекордів України» не реєструє «дурних» та небезпечних рекордів.
Всупереч назві, зареєстровані проєктом рекорди не видаються у формі книги.

## Історія
Проєкт було започатковано 2002 року, коли до Ігоря Підчібія звернувся Олексій Свистунов, власник «Книги рекордів Росії», із проханням допомогти зареєстувати рекорд із миття посуду. Відтак, 2002 року Ігор Підчібій та його колеги зареєстрували авторське право на твір «Національний презентаційно-іміджевий проєкт „Книга рекордів України“», а 2004 року зареєстрували торгову марку «Книга рекордів України».
Першим рекордом зареєстрованим «Книгою рекордів України» стало пошиття 10-метрового смокінга модельєром Михайлом Вороніним. Станом на 2012 рік, проєкт зареєстрував уже понад 1500 рекордів, що були частково опубліковані на сайті проєкту Станом на 2018 рік — 20 тисяч.
Початково проєкт виплачував гонорари для рекордсменів, однак згодом від цієї практики відмовились.

## Конкуренція з «Національним реєстром рекордів»
Появу у 2010 році «Національного реєстру рекордів України» колектив «Книги рекордів України» сприйняв як протизаконне копіювання власної діяльності та порушення своїх авторських прав.